# 大領 (大阪市)
大領（だいりょう）は、大阪府大阪市住吉区にある町名。現行行政地名は大領一丁目から大領五丁目。

## 地理
住吉区の北部に位置し、東に長居西、西に万代東、南に南住吉、北と北東に阿倍野区播磨町と接している。

## 歴史

### 沿革
1981年（昭和56年）、大阪市住吉区大領町1 - 5丁目・万代東1 - 6丁目・長居町西1 - 4丁目・住吉町・南住吉町1 - 4丁目・西長居町の各一部より、大領1 - 5丁目成立。

## 世帯数と人口
2024年（令和6年）9月30日現在の世帯数と人口は以下の通りである。
| 丁目       | 世帯数    | 人口    |
| ---------- | --------- | ------- |
| 大領一丁目 | 157世帯   | 320人   |
| 大領二丁目 | 552世帯   | 1,094人 |
| 大領三丁目 | 356世帯   | 714人   |
| 大領四丁目 | 770世帯   | 1,477人 |
| 大領五丁目 | 1,021世帯 | 2,039人 |
| 計         | 2,856世帯 | 5,644人 |

### 人口の変遷
国勢調査による人口の推移。
| 1995年（平成7年）  | 5,615人 | [ 6 ]  |  |
| 2000年（平成12年） | 5,792人 | [ 7 ]  |  |
| 2005年（平成17年） | 5,742人 | [ 8 ]  |  |
| 2010年（平成22年） | 5,629人 | [ 9 ]  |  |
| 2015年（平成27年） | 5,694人 | [ 10 ] |  |
| 2020年（令和2年）  | 5,710人 | [ 11 ] |  |

### 世帯数の変遷
国勢調査による世帯数の推移。
| 1995年（平成7年）  | 2,200世帯 | [ 6 ]  |  |
| 2000年（平成12年） | 2,355世帯 | [ 7 ]  |  |
| 2005年（平成17年） | 2,427世帯 | [ 8 ]  |  |
| 2010年（平成22年） | 2,474世帯 | [ 9 ]  |  |
| 2015年（平成27年） | 2,410世帯 | [ 10 ] |  |
| 2020年（令和2年）  | 2,641世帯 | [ 11 ] |  |

## 学区
市立小・中学校に通う場合、学区は以下の通りとなる。なお、小学校・中学校入学時に学校選択制度を導入しており、通学区域以外に住吉区の小学校・中学校から選択することも可能。
| 丁目       | 番                  | 小学校             | 中学校               |
| ---------- | ------------------- | ------------------ | -------------------- |
| 大領一丁目 | 全域                | 大阪市立大領小学校 | 大阪市立大領中学校   |
| 大領二丁目 | 全域                | 大阪市立大領小学校 | 大阪市立大領中学校   |
| 大領三丁目 | 全域                | 大阪市立大領小学校 | 大阪市立大領中学校   |
| 大領四丁目 | 全域                | 大阪市立大領小学校 | 大阪市立大領中学校   |
| 大領五丁目 | 1番11～32号 2～12番 | 大阪市立大領小学校 | 大阪市立大領中学校   |
| 大領五丁目 | 1番1～10号 1番33号  | 大阪市立長居小学校 | 大阪市立我孫子中学校 |

## 事業所
2021年（令和3年）現在の経済センサス調査による事業所数と従業員数は以下の通りである。
| 丁目       | 事業所数  | 従業員数 |
| ---------- | --------- | -------- |
| 大領一丁目 | 7事業所   | 44人     |
| 大領二丁目 | 27事業所  | 153人    |
| 大領三丁目 | 10事業所  | 195人    |
| 大領四丁目 | 52事業所  | 425人    |
| 大領五丁目 | 44事業所  | 204人    |
| 計         | 140事業所 | 1,021人  |

## 施設
- 大阪市立大領中学校
- 大阪市立大領小学校
- 大阪急性期・総合医療センター（所在地は万代東であるが、東半分は大領にある。）
- 大阪府障害者自立相談支援センター

## その他

### 日本郵便
- 〒558-0001[3]（集配局：住吉郵便局[15]）